# Maratona internazionale della pace

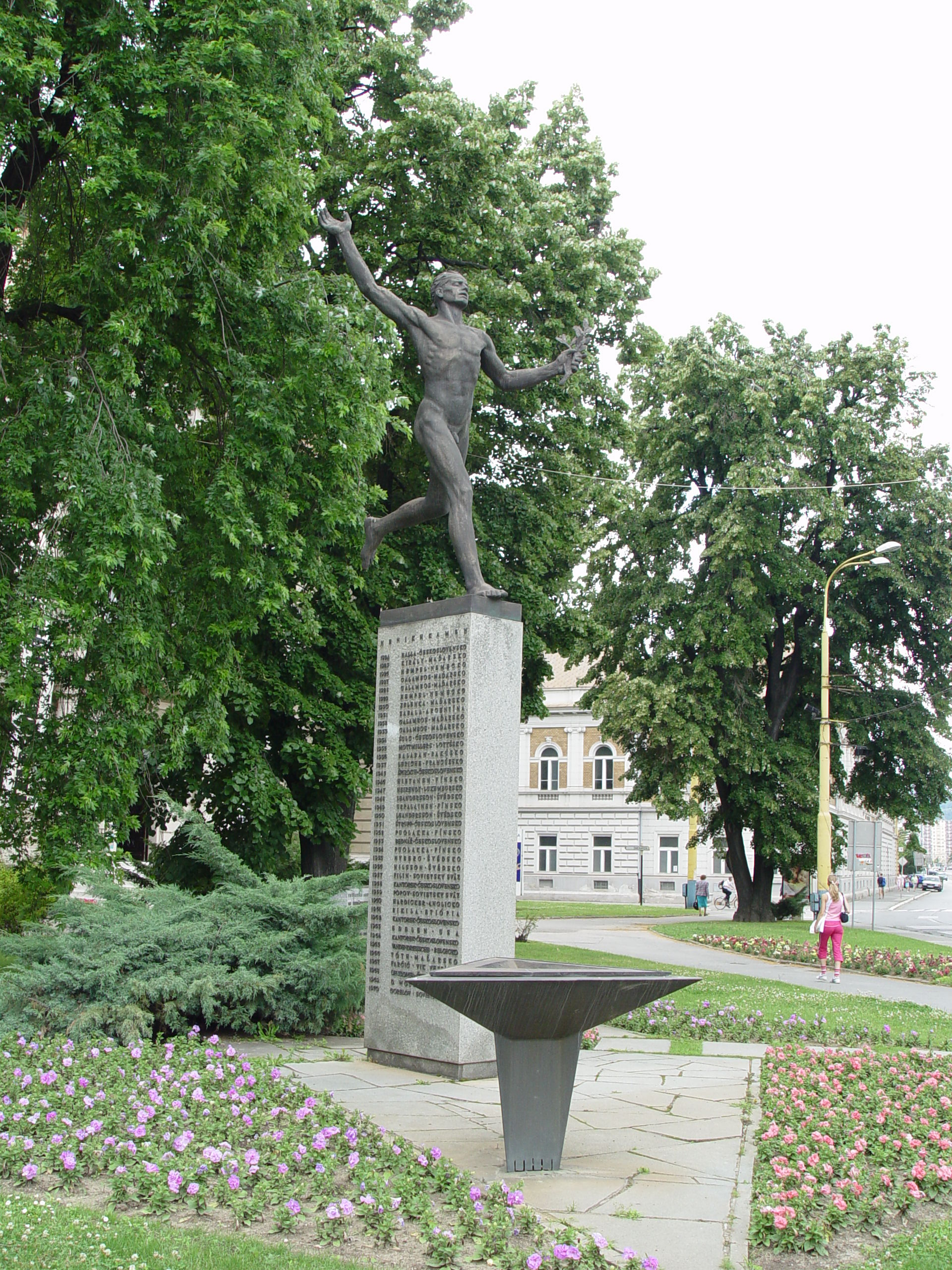
Monumento alla Maratona nella piazza Maratona della Pace a Košice.

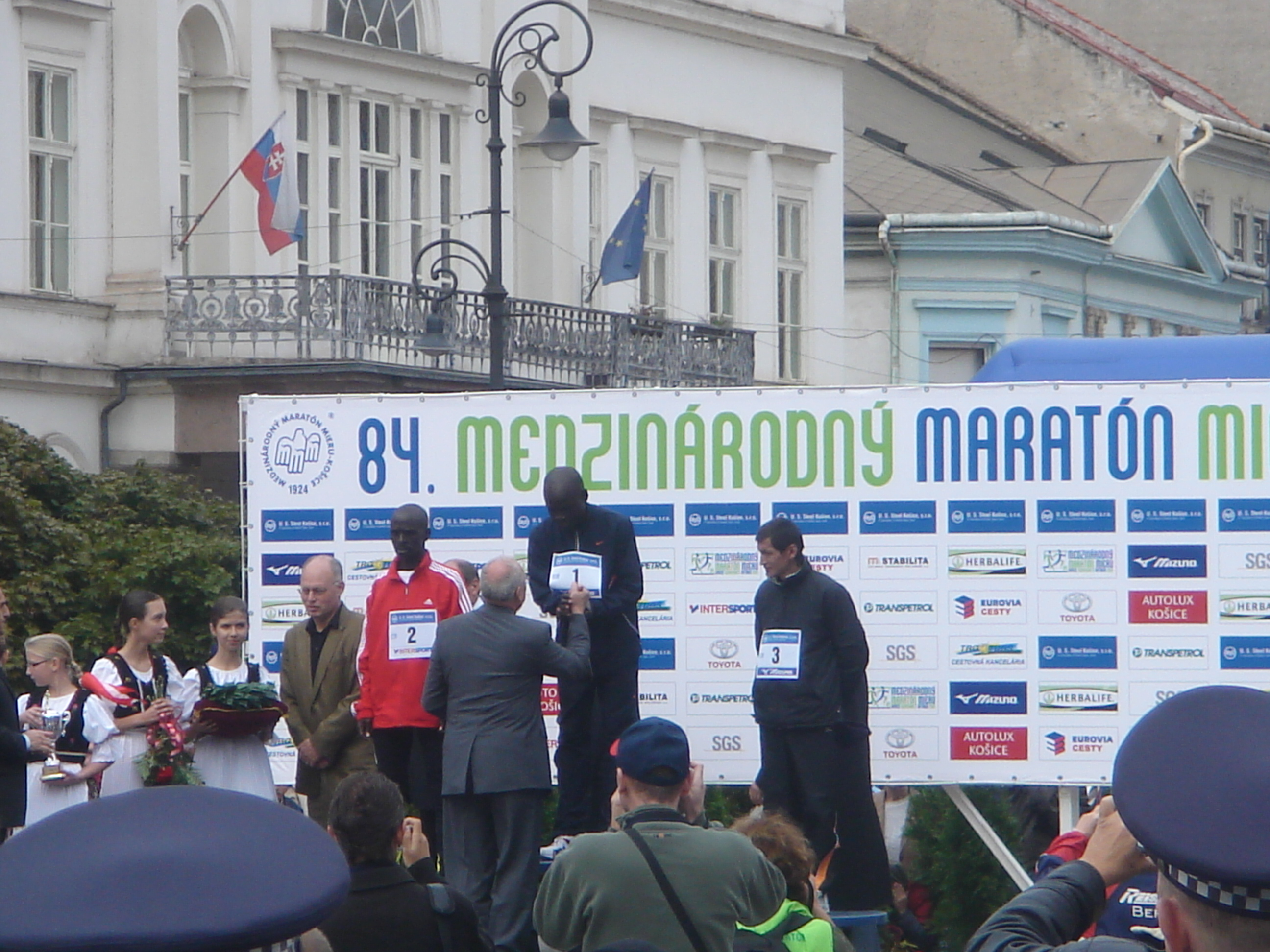
Il presidente della repubblica Ivan Gašparovič premia William Biama, vincitore dell'84ª edizione nel 2007

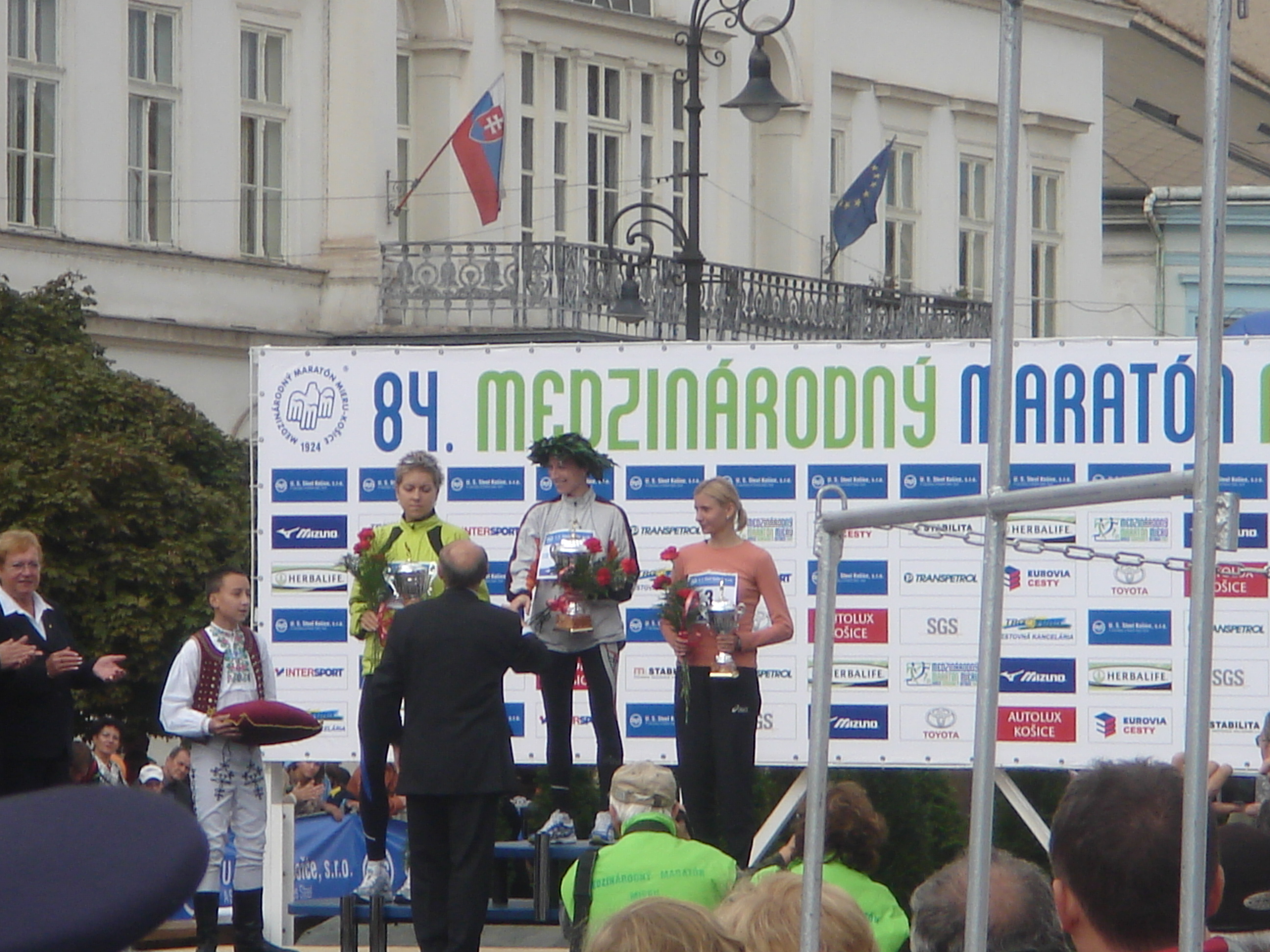
Vincitrici dell'84ª edizione nel 2007

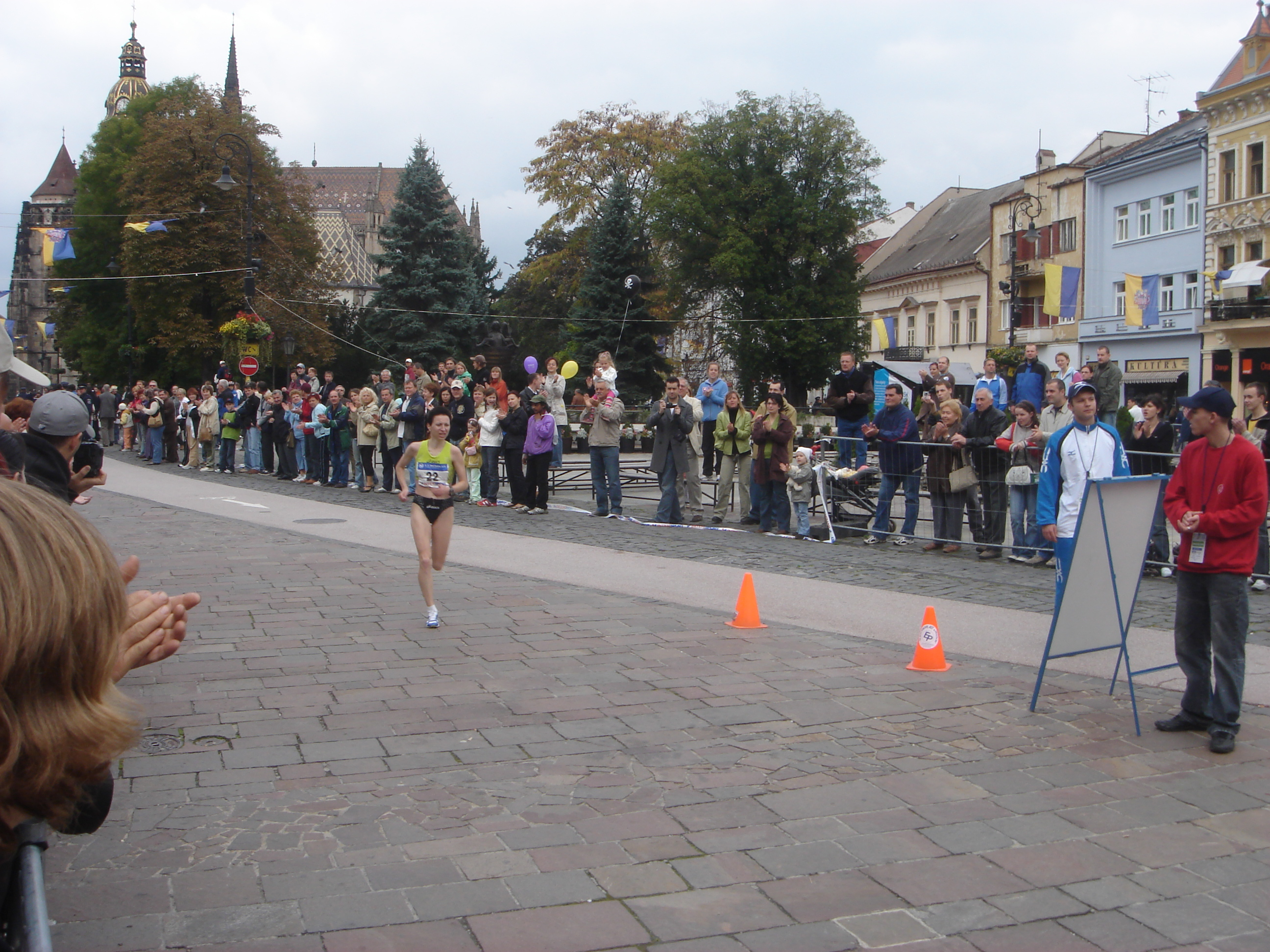
Natália Kuleš, vincitrice dell'84ª edizione nel 2007

La Maratona internazionale della pace (in slovacco: Medzinárodný maratón mieru) è la più antica maratona d'Europa e la seconda più antica al mondo dopo quella di Boston. Si svolge annualmente a Košice, in Slovacchia.
Si corse per la prima volta nel 1924. La partenza della maratona è fissata ogni anno alla prima domenica di ottobre alle ore 9:00 da Hlavná ulica di fronte all'Hotel Hilton (già Slovan).
Alla Maratona è dedicata una piazza della città, che segnò la partenza e l'arrivo della gara dal 1990 al 1996. Qui sorge un monumento che riporta i nomi e la nazionalità dei vincitori di tutte le edizioni.

## Percorso
Il percorso della maratona è in piano. Si corrono due circuiti nel centro storico e uno circolare più ampio attorno allo stesso centro storico, il primo su pietra (pavimentazione in porfido della Via Maestra), il secondo su asfalto con sospensione della circolazione pubblica e privata.

### Il percorso nel passato
- 1924: Turňa - Košice
- 1925: Košice - Šebastovce - Košice (con partenza e arrivo nel parco Anička)
- 1926 - 1950: Košice - Seňa - Košice
- 1951: Košice - Lemešany - Košice
- 1952: Prešov - Košice
- 1953 - 1988: Košice - Seňa - Košice
- 1989: percorso urbano con partenza dalla strada di Čermeľ (Čermeľská cesta) e arrivo allo stadio della Lokomotíva
- 1990 - 1996: percorso urbano con partenza e arrivo da piazza Maratona della pace (námestie Maratónu mieru)
- 1997 - oggi: percorso urbano con partenza e arrivo dall'hotel Hilton (ex Slovan) su Hlavná ulica

## Record

### Record maschile
- 2012 -  Lawrence Kimwetich Kimaiyo (Kenya) 2:07:01

### Record femminile
- 2019 -  Kumeshi Sichala Deressa (Etiopia) 2:26:01

## Albo d'oro

### Uomini
- 1924 -  Karol Halla (Cecoslovacchia)
- 1925 -  Pál Király (Ungheria)
- 1926 -  Hans Hempel (Germania)
- 1927 -  József Galambos (Ungheria)
- 1928 -  József Galambos (Ungheria)
- 1929 -  Hans Hempel (Germania)
- 1930 -  István Zelenka (Ungheria)
- 1931 -  Juan Carlos Zabala (Argentina)
- 1932 -  József Galambos (Ungheria)
- 1933 -  József Galambos (Ungheria)
- 1934 -  Josef Šulc (Cecoslovacchia)
- 1935 -  Arthur Motmillers (Lettonia)
- 1936 -  György Balaban (Austria)
- 1937 -  Désiré Leriche (Francia)
- 1939 -  József Kiss (Ungheria)
- 1941 -  József Gyimesi (Ungheria)
- 1942 -  József Kiss (Ungheria)
- 1943 -  Géza Kiss (Ungheria)
- 1944 -  Rezső Kövári (Ungheria)
- 1945 -  Antonín Špiroch (Cecoslovacchia)
- 1946 -  Mikko Hietanen (Finlandia)
- 1947 -  Charles Heirendt (Lussemburgo)
- 1948 -  Gösta Leandersson (Svezia)
- 1949 -  Martti Urpalainen (Finlandia)
- 1950 -  Gösta Leandersson (Svezia)
- 1951 -  Jaroslav Śtrupp (Cecoslovacchia)
- 1952 -  Erkki Puolakka (Finlandia)
- 1953 -  Walter Bednář (Cecoslovacchia)
- 1954 -  Erkki Puolakka (Finlandia)
- 1955 -  Evert Nyberg (Svezia)
- 1956 -  Thomas Hilt Nilsson (Svezia)
- 1957 -  Ivan Filin (Unione Sovietica)
- 1958 -  Pavel Kantorek (Cecoslovacchia)
- 1959 -  Sergej Popov (Unione Sovietica)
- 1960 -  Samuel Hardicker (Regno Unito)
- 1961 -  Abebe Bikila (Etiopia)
- 1962 -  Pavel Kantorek (Cecoslovacchia)
- 1963 -  Leonard Edelen (Stati Uniti)
- 1964 -  Pavel Kantorek (Cecoslovacchia)
- 1965 -  Auréle Vandendrische (Belgio)
- 1966 -  Gyula Tóth (Ungheria)
- 1967 -  Nedeljko Farčić (Jugoslavia)
- 1968 -  Václav Chudomel (Cecoslovacchia)
- 1969 -  Demissie Wolde (Etiopia)
- 1970 -  Michail Gorelov (Unione Sovietica)
- 1971 -  Gyula Tóth (Ungheria)
- 1972 -  John Farrington (Australia)
- 1973 -  Vladimír Mojsejev (Unione Sovietica)
- 1974 -  Keith Angus (Regno Unito)
- 1975 -  Choe Chang Sop (Cina)
- 1976 -  Takeshi So (Giappone)
- 1977 -  Go Chun Son (Cina)
- 1978 -  Go Chun Son (Cina)
- 1979 -  Jouni Kortelainen (Finlandia)
- 1980 -  Aleksej L'agušev (Unione Sovietica)
- 1981 -  Hans-Joachim Truppel (Germania est)
- 1982 -  György Sinkó (Ungheria)
- 1983 -  František Višnický (Cecoslovacchia)
- 1984 -  Ri Dong Myong (Cina)
- 1985 -  Valentín Starikov (Unione Sovietica)
- 1986 -  František Višnický (Cecoslovacchia)
- 1987 -  Jörg Peter (Germania est)
- 1988 -  Michael Heilmann (Germania est)
- 1989 -  Karel David (Cecoslovacchia)
- 1990 -  Nikolaj Kolesnikov (Unione Sovietica)
- 1991 -  Vlastimil Bukovjan (Cecoslovacchia)
- 1992 -  Wieslaw Palczyński (Polonia)
- 1993 -  Wieslaw Palczyński (Polonia)
- 1994 -  Petr Pipa (Slovacchia)
- 1995 -  Marnix Goegebeur (Belgio)
- 1996 -  Marnix Goegebeur (Belgio)
- 1997 -  My Tahar Echchadli (Marocco)
- 1998 -  Andrzej Krzyscin (Polonia)
- 1999 -  Róbert Štefko (Slovacchia)
- 2000 -  Ernest Kipyego (Kenya)
- 2001 -  David Kariuki (Kenya)
- 2002 -  David Kariuki (Kenya)
- 2003 -  Grigorij Andreev (Russia)
- 2004 -  Adam Dobrzynski (Polonia)
- 2005 -  David Maiyo (Kenya)
- 2006 -  Edwin Kipchom (Kenya)
- 2007 -  William Biama (Kenya)
- 2008 -  Dejene Yirdawe (Etiopia)
- 2009 -  Jacob Kipkorir Chesire (Kenya)
- 2010 -  Gilbert Kiptoo Chepkwony (Kenya)
- 2011 -  Elija Kemboi (Kenya)
- 2012 -  Lawrence Kimwetich Kimaiyo (Kenya)
- 2013 -  Patrick Kiptanui Korir (Kenya)
- 2014 -  Gilbert Kiptoo Chepkwony (Kenya)
- 2015 -  Samuel Kiplimo Kosgei (Kenya)
- 2016 -  David Kiyeng (Kenya)
- 2017 -  Reuben Kiprop Kerio (Kenya)
- 2018 -  Raymond Kipchumba Choge (Kenya)
- 2019 -  Hillary Kibiwott Kipsambu (Kenya)
- 2020 -  Marek Hladík (Slovacchia)
- 2021 -  Reuben Kiprop Kerio (Kenya)
- 2022 -  Reuben Kiprop Kerio (Kenya)
- 2023 -  Cherop Philemon Rono (Kenya)

### Donne
- 1980 -  Šárka Balcarová (Cecoslovacchia)
- 1981 -  Christa Vahlensieck (Germania ovest)
- 1982 -  Gillian Burley (Regno Unito)
- 1983 -  Raisa Sadreidinová (Unione Sovietica)
- 1984 -  Christa Vahlensieck (Germania ovest)
- 1985 -  Lucia Bel'aeva (Unione Sovietica)
- 1986 -  Christa Vahlensieck (Germania ovest)
- 1987 -  Christa Vahlensieck (Germania ovest)
- 1988 -  Christa Vahlensieck (Germania ovest)
- 1989 -  Alena Peterková (Cecoslovacchia)
- 1990 -  Carol McLatchie (Stati Uniti)
- 1991 -  Mária Starovská (Cecoslovacchia)
- 1992 -  Dana Hajná (Cecoslovacchia)
- 1993 -  Jelana Plastinina (Ucraina)
- 1994 -  Ľudmila Melicherová (Slovacchia)
- 1995 -  Gouzel Tazetdinová (Russia)
- 1996 -  Gouzel Tazetdinová (Russia)
- 1997 -  Wioletta Urygová (Polonia)
- 1998 -  Wioletta Urygová (Polonia)
- 1999 -  Katarína Jedináková (Slovacchia)
- 2000 -  Ivana Martincová (Repubblica Ceca)
- 2001 -  Galina Žuleva (Ucraina)
- 2002 -  Tadelech Birra (Etiopia)
- 2003 -  Jelena Mazovka (Bielorussia)
- 2004 -  Rika Tabashi (Giappone)
- 2005 -  Edyta Lewandowska (Polonia)
- 2006 -  Natália Kuleš (Bielorussia)
- 2007 -  Natália Kuleš (Bielorussia)
- 2008 -  Selina Chelimo (Kenya)
- 2009 -  Olena Burkovs'ka (Ucraina)
- 2010 -  Alemu Almaz Balcha (Etiopia)
- 2011 -  Maryna Damancevič (Bielorussia)
- 2012 -  Hellen Wanjiku Mugo (Kenya)
- 2013 -  Ashere Bekere Dido (Etiopia)
- 2014 -  Lydia Jerotich Rutto (Kenya)
- 2015 -  Mulu Diro Melka (Etiopia)
- 2016 -  Chaltu Tafa Waka (Etiopia)
- 2017 -  Sheila Jerotich (Kenya)
- 2018 -  Milliam Naktar Ebongonová (Kenya)
- 2019 -  Kumeshi Sichala Deressa (Etiopia)
- 2020 -  Petra Pastorová (Repubblica Ceca)
- 2021 -  Ayuntu Kumela Tadesse (Etiopia)
- 2022 -  Margaret Agai (Kenya)
- 2023 -  Jackline Cherono (Kenya)